# Elektrownia (województwo lubuskie)
Elektrownia (niem. Heidevorwerk) – według TERYT, ulica w Bledzewie w województwie lubuskim, według dokumentów gminnych, osada wchodząca w skład sołectwa Bledzew.
Ulica/miejscowość położona jest w województwie lubuskim w odległości 2 km na wschód od Bledzewa. Znajduje się tam niewielka elektrownia wodna na Obrze, wzniesiona w latach 1906–1911. Na jej potrzeby utworzono Zalew Bledzewski o powierzchni ok. 130 ha i długości ponad 7 km, ciągnący się w głębokiej dolinie rzeki.
Projekt obiektu wykonała w 1905 firma Havested und Contag z Berlina. Inwestorem była spółka Ueberlandzentrale Birnbaum-Meseritz-Schwerin a.W.e.G.m.b.H. Pierwsze dwa hydrogeneratory uruchomiono już w 1910, jeszcze przed oddaniem całości inwestycji. Oficjalne otwarcie elektrowni z trzema turbinami nastąpiło 15 maja 1911.
Po spiętrzeniu wody powstał sztuczny zbiornik – Zalew Bledzewski. Ma ponad siedem kilometrów długości i średnio 500 metrów szerokości. Jego powierzchnia sięga 130 hektarów.
Elektrownia pracowała nieprzerwanie do 2 lutego 1945, po dwóch tygodniach z pomocą personelu niemieckiego uruchomiono ją ponownie i w marcu została przekazana polskim władzom cywilnym. Współcześnie funkcjonuje jako elektrownia szczytowa, produkując energię elektryczną dla sieci ogólnej i jest głównym producentem energii elektrycznej w powiecie. Stopień wodny Bledzew, obok walorów historycznych i technicznych, stanowi istotny czynnik kształtujący krajobraz kulturowy.
Na piętrze znajduje się sterownia i rozdzielnia średniego napięcia z oryginalnym wyposażeniem niemieckim i szwajcarskim. Elektrownia Bledzew jest jedną z najstarszych czynnych elektrowni wodnych w kraju. Produkuje rocznie około trzech tysięcy MWh energii elektrycznej. Moc elektrowni wynosi 1,5 megawata. Ze względu na pełną automatyzację zakład jest monitorowany przez jednego pracownika, wcześniej było ich sześciu.
Od lat 80. XX w. w hali budynku, w której nadal pracują hydrozespoły z 1910, gromadzone są urządzenia elektryczne i aparatura kontrolno-pomiarowa z małych elektrowni należących do Zakładu Energetycznego w Gorzowie Wielkopolskim, m.in. z Gucisza, Kamiennej, Międzylesia i Bledzewa. Maszynownię i wzbogacającą ją ekspozycję udostępnia się sporadycznie zorganizowanym grupom.

## Galeria

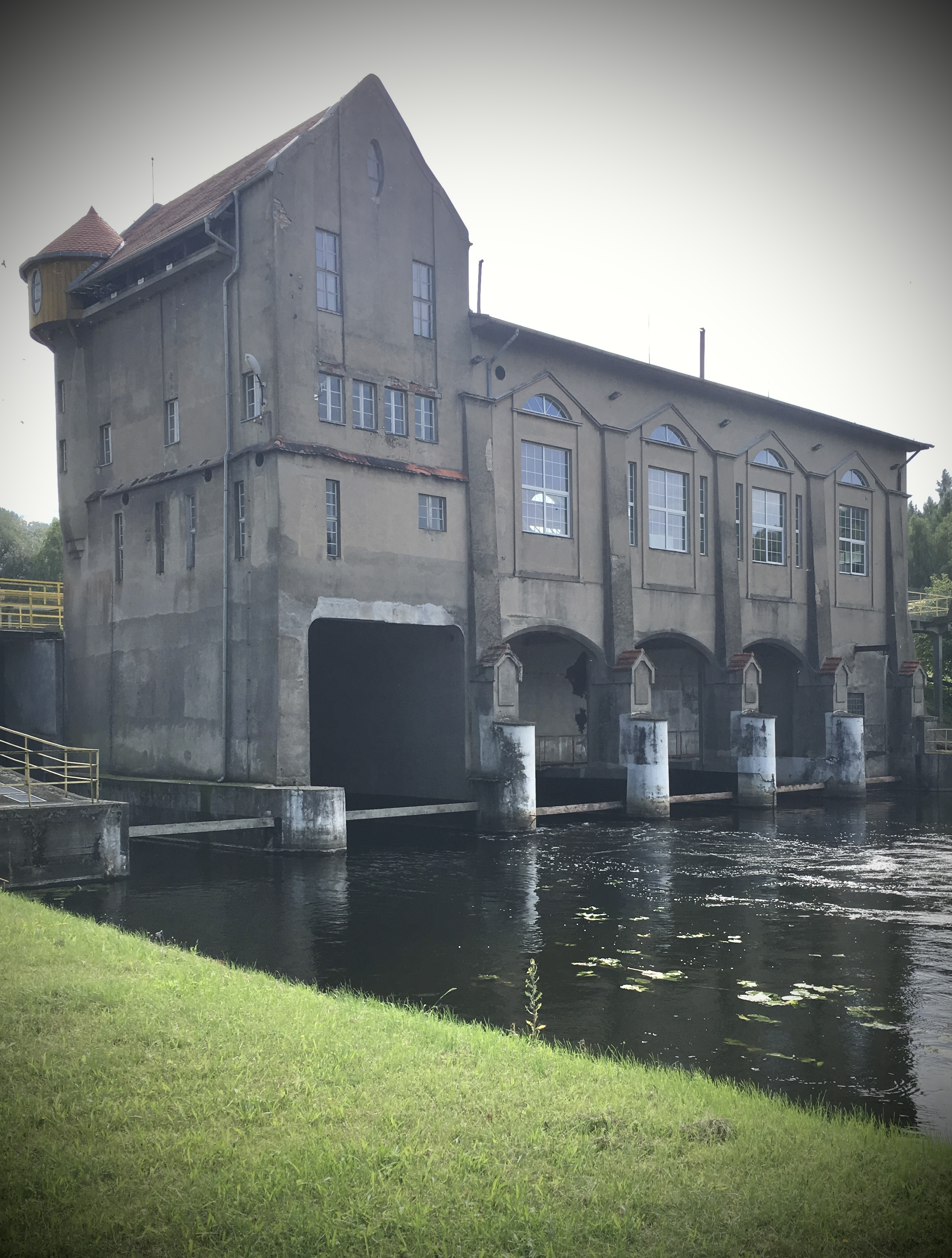
Budynek elektrowni od strony przeciwnej zalewowi
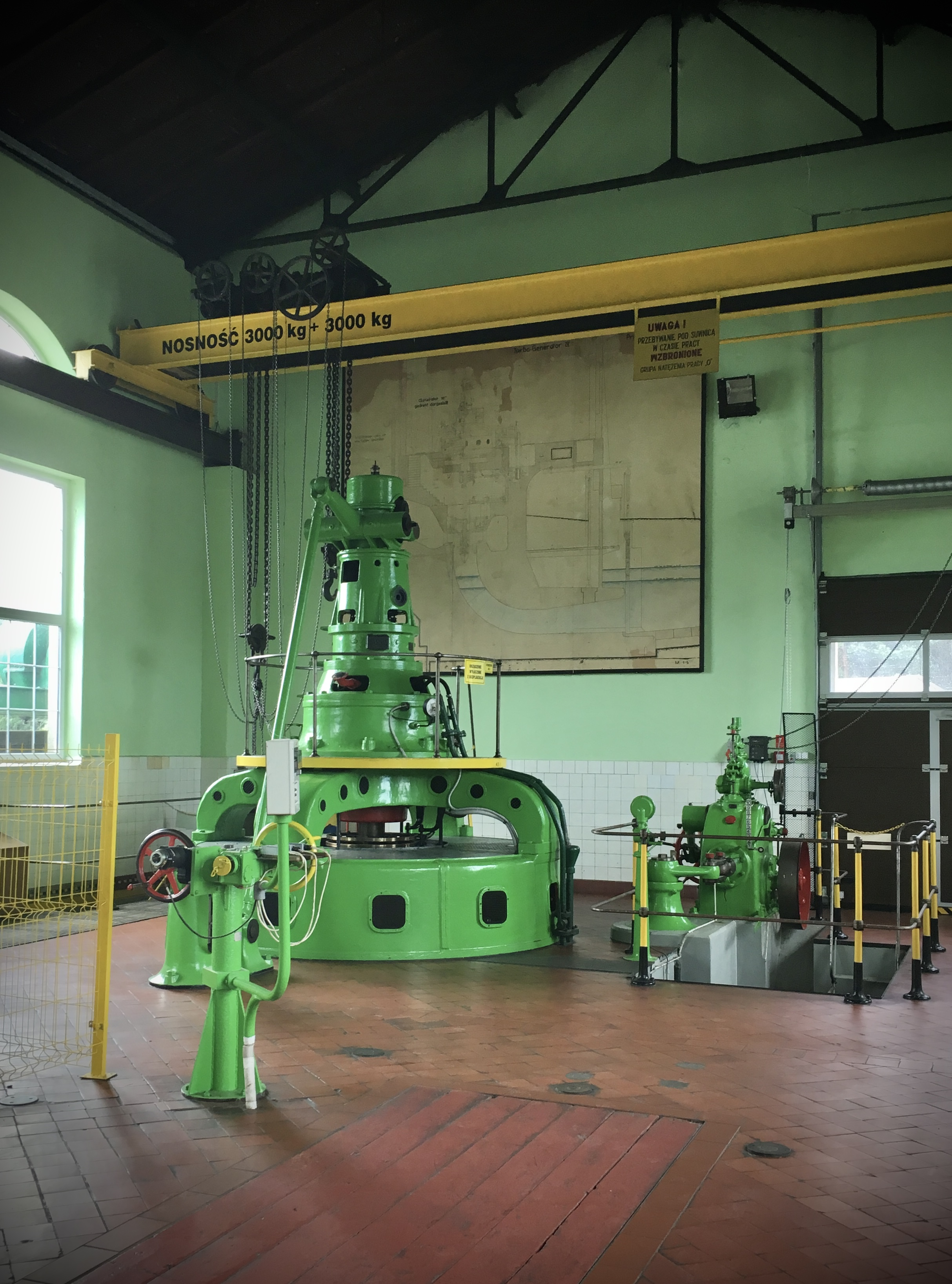
Historyczne urządzenia techniczne w hali generatorów z widocznym na drugim planie przekrojem elektrowni
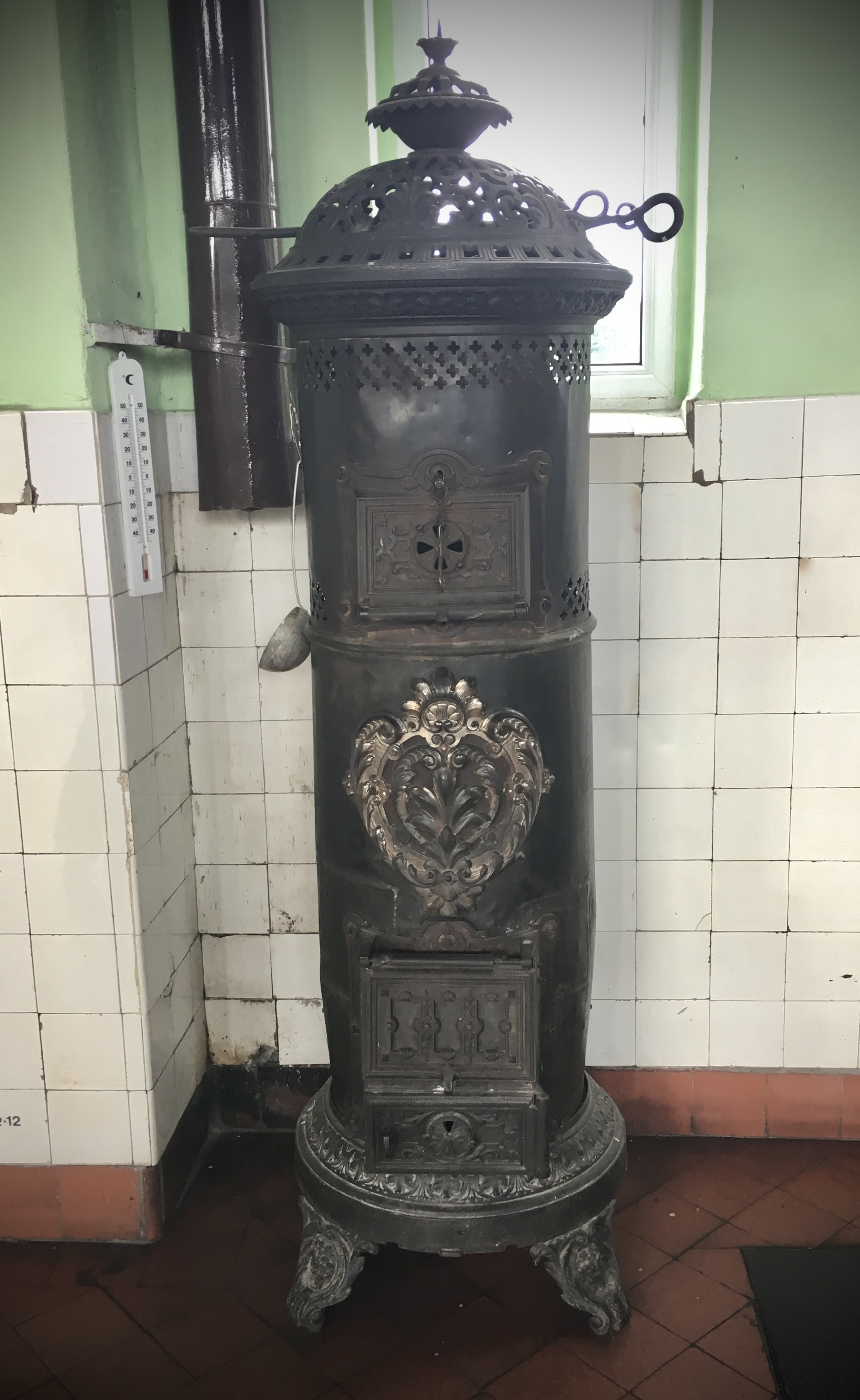
Stary piec do ogrzewania pomieszczeń
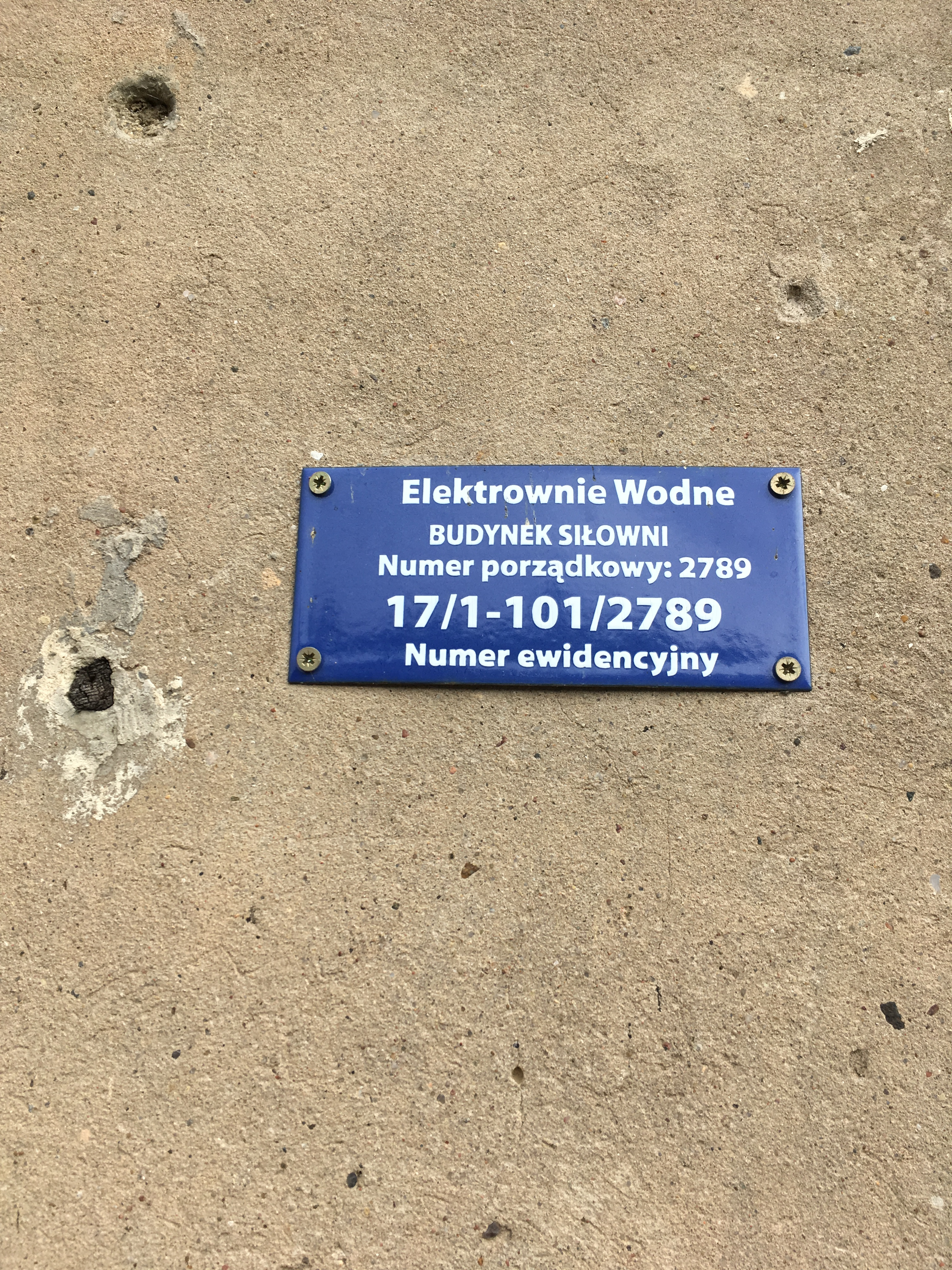
Tabliczka znamionowa na budynku siłowni